# Ruch Dobrobytu i Pokoju

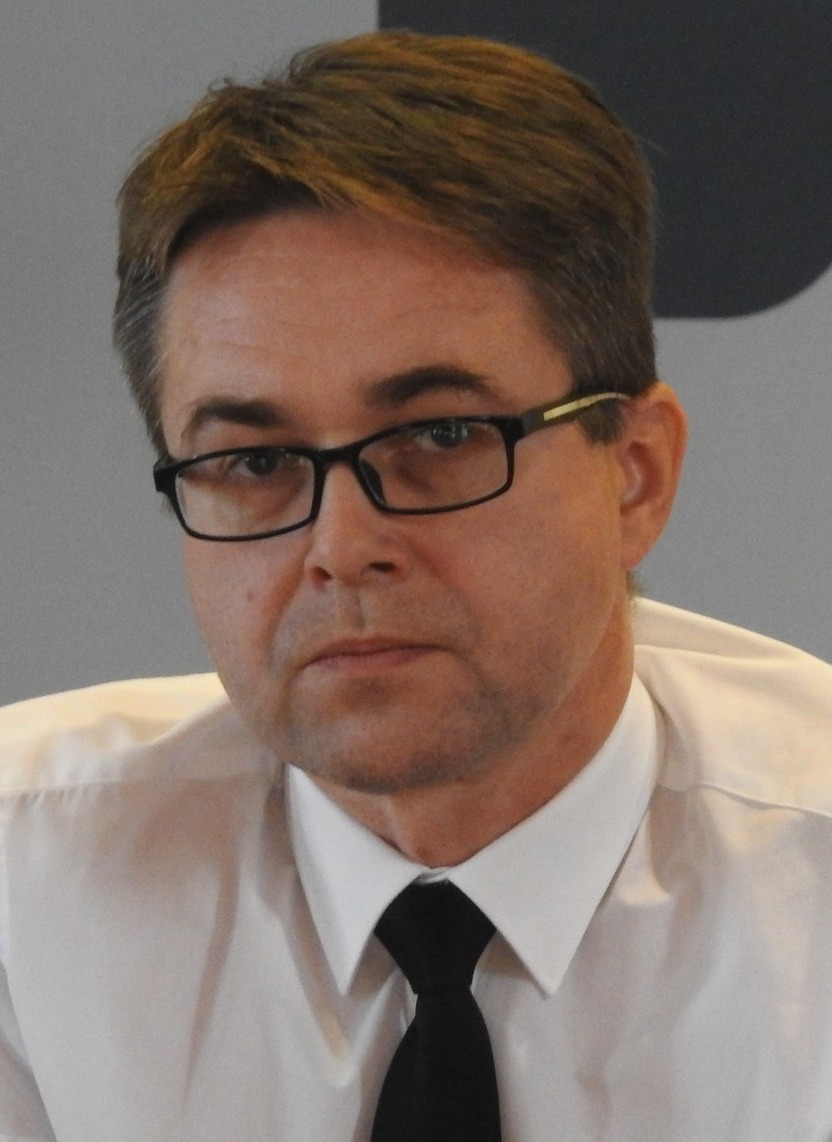
Maciej Maciak, lider ruchu (2025)

Ruch Dobrobytu i Pokoju (Ruch DiP) – polski ruch społeczno-polityczny (a także komitet wyborczy wyborców w wyborach parlamentarnych w 2023), założony w 2022 przez dziennikarza Macieja Maciaka, na bazie stworzonego i prowadzonego przez niego w serwisie YouTube programu Musisz to wiedzieć.
Ruch DiP nie posiada struktury organizacyjnej. Postuluje zwiększenie świadczeń socjalnych wypłacanych w formie państwowych bonów towarowych do wykorzystania jedynie u rodzimych przedsiębiorców, poprawę warunków życia emerytów, ustanowienie zaporowych warunków dla zagranicznego kapitału poprzez wprowadzenie dla tegoż „wysokich i skomplikowanych podatków” przy jednoczesnym wprowadzeniu niskich i prostych podatków dla polskich przedsiębiorców, dostęp do tanich surowców – wody, gazu i prądu (także poprzez pozyskiwanie energii z Rosji), wzmocnienie bezpieczeństwa Polski i Europy poprzez aktywną, propokojową politykę zagraniczną, ściganie przestępstw przeciwko pokojowi, weryfikację długów zaciągniętych przez dotychczasowe rządy (w razie stwierdzenia nieprawidłowości podczas ich udzielania – anulowanie tychże), rozwój odnawialnych źródeł energii, wspieranie budowy elektrowni szczytowo-pompowych oraz ochronę środowiska nie na „wyobrażeniach oderwanych od rzeczywistości”, lecz w oparciu o rzeczywistość. Posługuje się hasłem „Willa z basenem dla każdego pracującego Polaka”.
W wyborach w 2023 KWW RDiP zarejestrował listy kandydatów w 11 z 41 okręgów do Sejmu oraz troje kandydatów do Senatu. Z ramienia ruchu wystartowały jedynie osoby bezpartyjne. Jego lider Maciej Maciak (w 2018 kandydat na prezydenta Włocławka) znalazł się na 8. miejscu listy w swoim okręgu wyborczym. W wyborach do Sejmu Ruch DiP uzyskał 0,12% głosów, zajmując 9. miejsce (przegrywając z komitetami ogólnopolskimi oraz mającą zarejestrowaną listę w jednym okręgu Mniejszością Niemiecką). Kandydaci ruchu do Senatu zajęli ostatnie miejsca w okręgach.
W wyborach samorządowych w 2024 KWW Macieja Maciaka uzyskał 6% głosów w wyborach do rady Włocławka, nie zdobywając mandatów. Maciej Maciak ponownie wystartował w wyborach na prezydenta miasta, zajmując 4. miejsce spośród 6 kandydatów (z wynikiem 7,42% głosów).
Maciej Maciak był także kandydatem Ruchu DiP w wyborach prezydenckich w 2025, zajmując przedostatnie, 12. miejsce z wynikiem 0,19% głosów.